# Hospital Militar Regional Paraná
El Hospital Militar Regional Paraná "Cirujano de División Doctor Francisco Soler" (HMGP o H Mil Rgn Paraná) es un hospital militar del Ejército Argentino con asiento de paz en Paraná y con dependencia orgánica de la Dirección General de Salud de esa fuerza armada.

## Actividades operacionales
El Hospital Militar Regional Paraná contribuye a la sanidad militar del Ejército, brinda atención médica a los afiliados al IOSFA y brinda apoyo a la comunidad.
En 2020 brindó apoyo al esfuerzo de ayuda humanitaria de las Fuerzas Armadas de la Nación desplegado durante la pandemia de COVID-19 en la Argentina, optimizando su personal y medios, colaborando con las provincias y municipios y apoyando el sistema sanitario de la provincia de Entre Ríos. Se hallaba en la órbita de la Zona de Emergencia Entre Ríos (que incluía Santa Fe).